# Hydrotaea depressa
Hydrotaea depressa este o specie de muște din genul Hydrotaea, familia Muscidae, descrisă de Huckett în anul 1954. Conform Catalogue of Life specia Hydrotaea depressa nu are subspecii cunoscute.